# McLaren MP4-27
McLaren MP4-27— гоночний автомобіль команди Vodafone McLaren Mercedes, розроблений і побудований McLaren Racing під керівництвом технічного директора Педді Лоу для участі в Чемпіонаті світу з автоперегонів у класі Формула-1 сезону 2012 року.

## Презентація
Презентація боліда відбувається 1 лютого 2012 р. в Технологічному центрі McLaren на базі команди в Уокінгу.

## Зовнішній вигляд
Інженери команди відмовляються від L-подібних бокових понтонів, що використовувалися на моделі зразка 2011 р. Повітрозабірники розміщують вище і надають для них більш стандартну форму.
З усіх болідів сезону 2012, представлених до перших передсезонних тестів у Хересі, MP4-27 стає єдиним з плавним пониженням носового обтікача, без ступенів. Конструктори доходять висновку не використовувати ступінь, появу котрої спричинили зміни в правилах, так як боліди McLaren попередніх моделей вирізняло низьке розміщення носового обтікача. Дане рішення дозволило знизити центр ваги і добитися більш оптимального розміщення елементів передньої підвіски. Також здійснюється зміна форми дзеркал заднього виду і їх висота.
На MP4-27 реалізують специфічний вивід вихлопних газів у виїмку в корпусі. Аналогічне рішення застосовується на Ferrari F2012 та ставиться під сумнів рядом команд, оскільки з 2012 р. технічним регламентом заборонено створення систем вихлопу, що мають вплив на аеродинаміку. Врешті технічний делегат ФІА Чарлі Вайтинг підтверджує законність даного технічного рішення. 

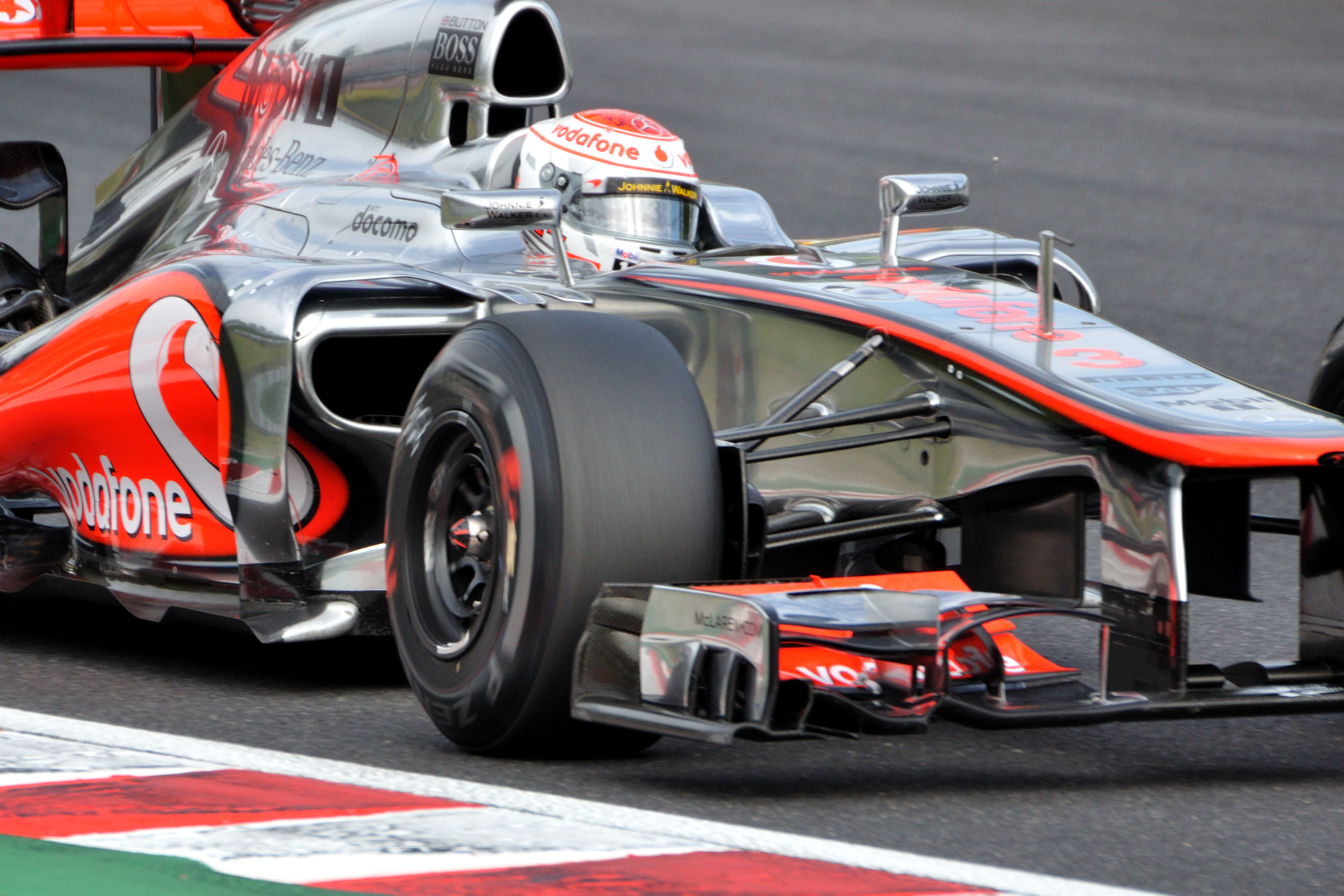
Болід McLaren MP4-27 під управлінням Дженсона Баттона
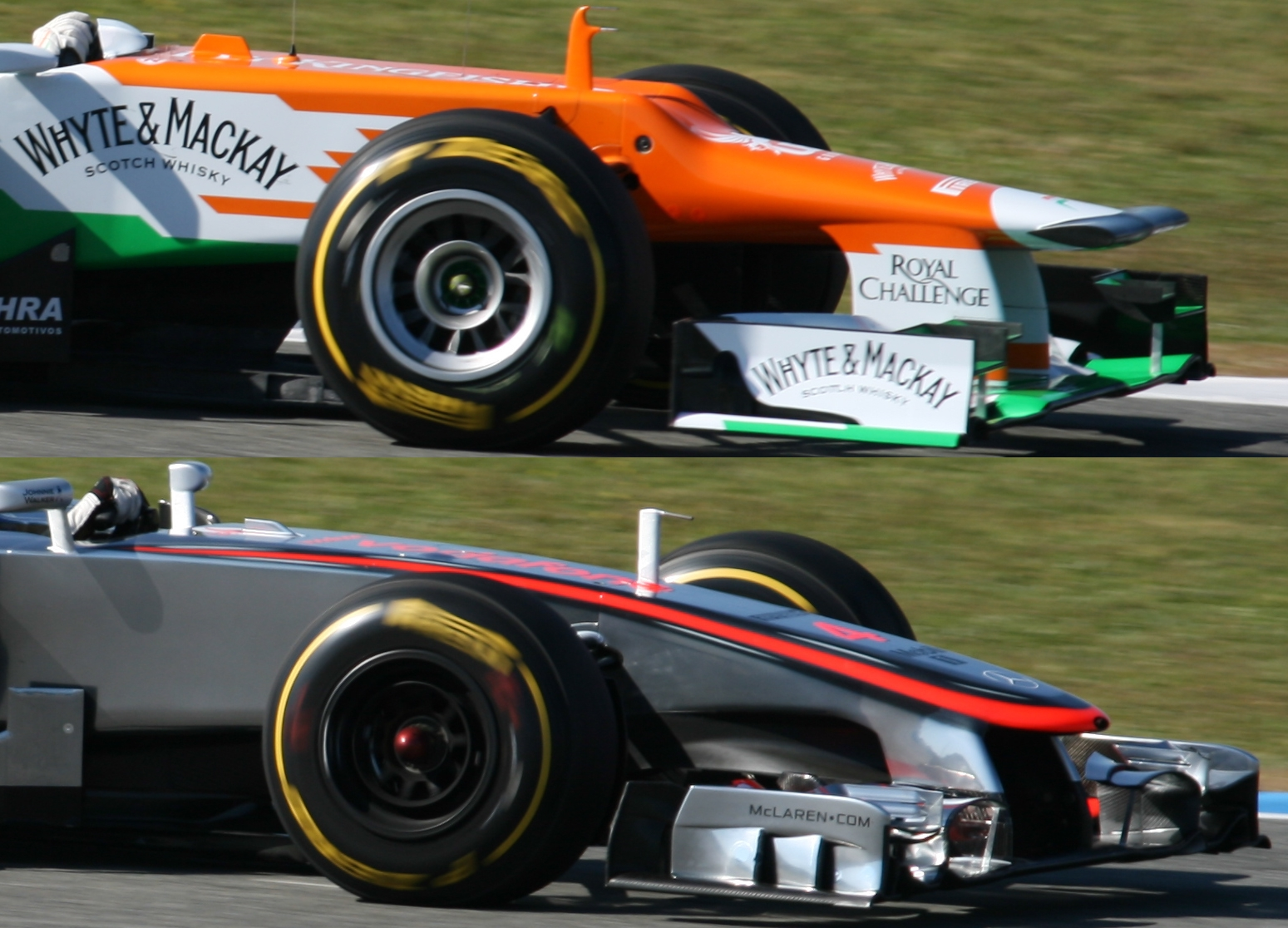
Порівняння носових обтікачів McLaren і Force India VJM05
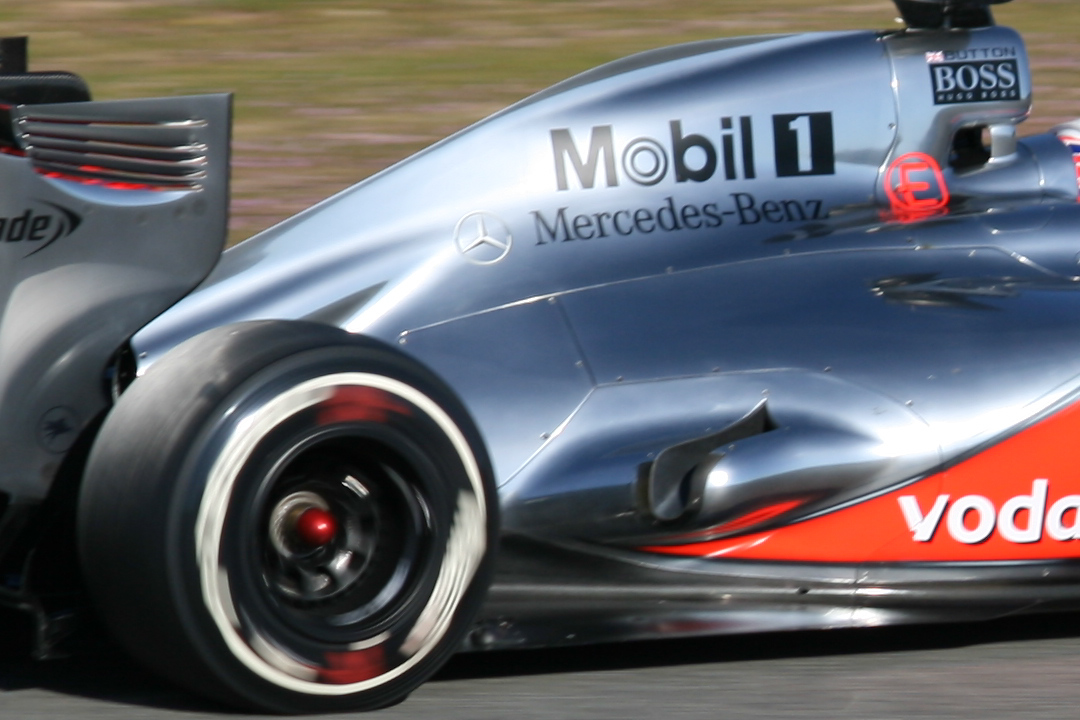
Отвір у корпусі для відводу вихлопних газів
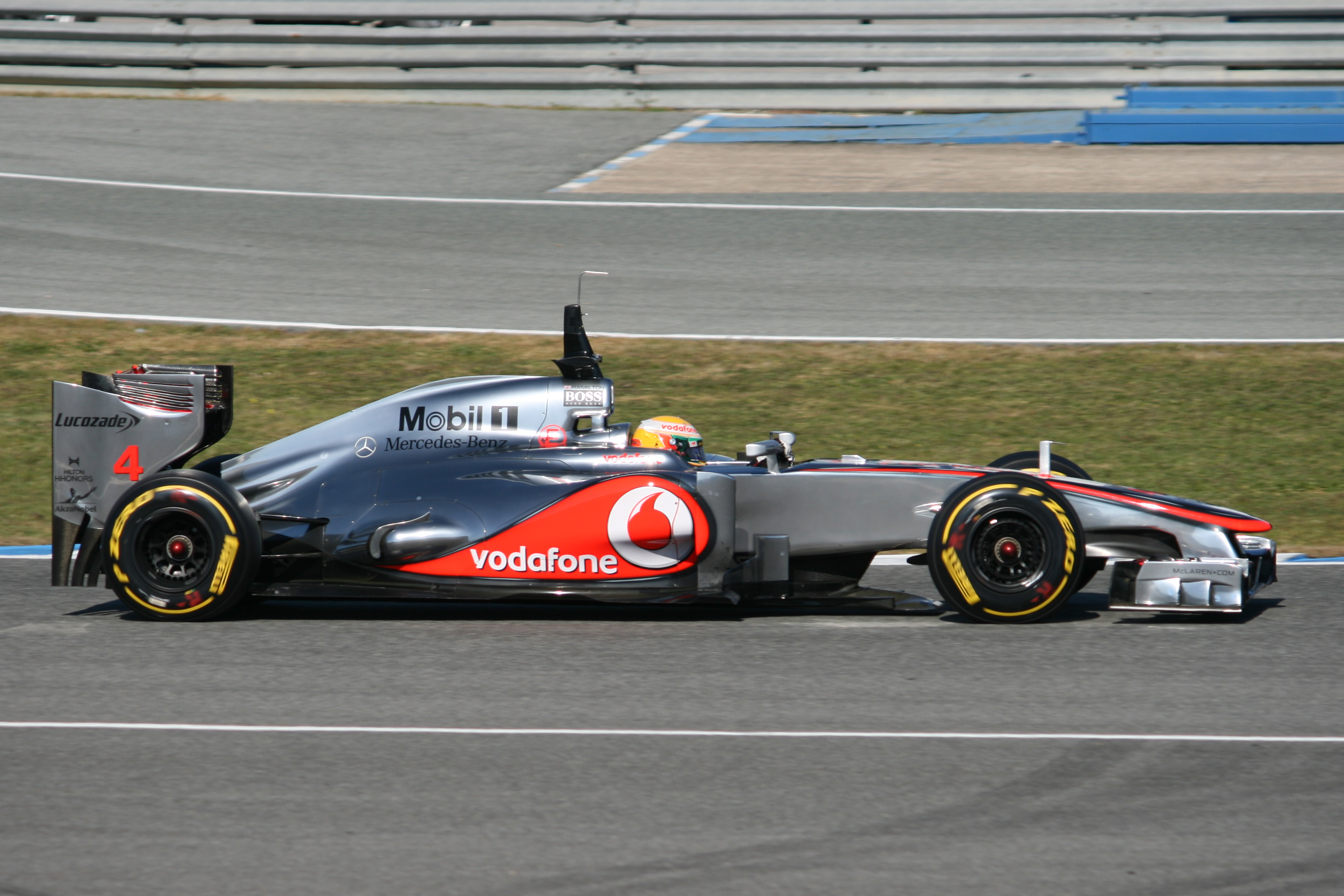
Льюїс Гамільтон тестує болід у Хересі
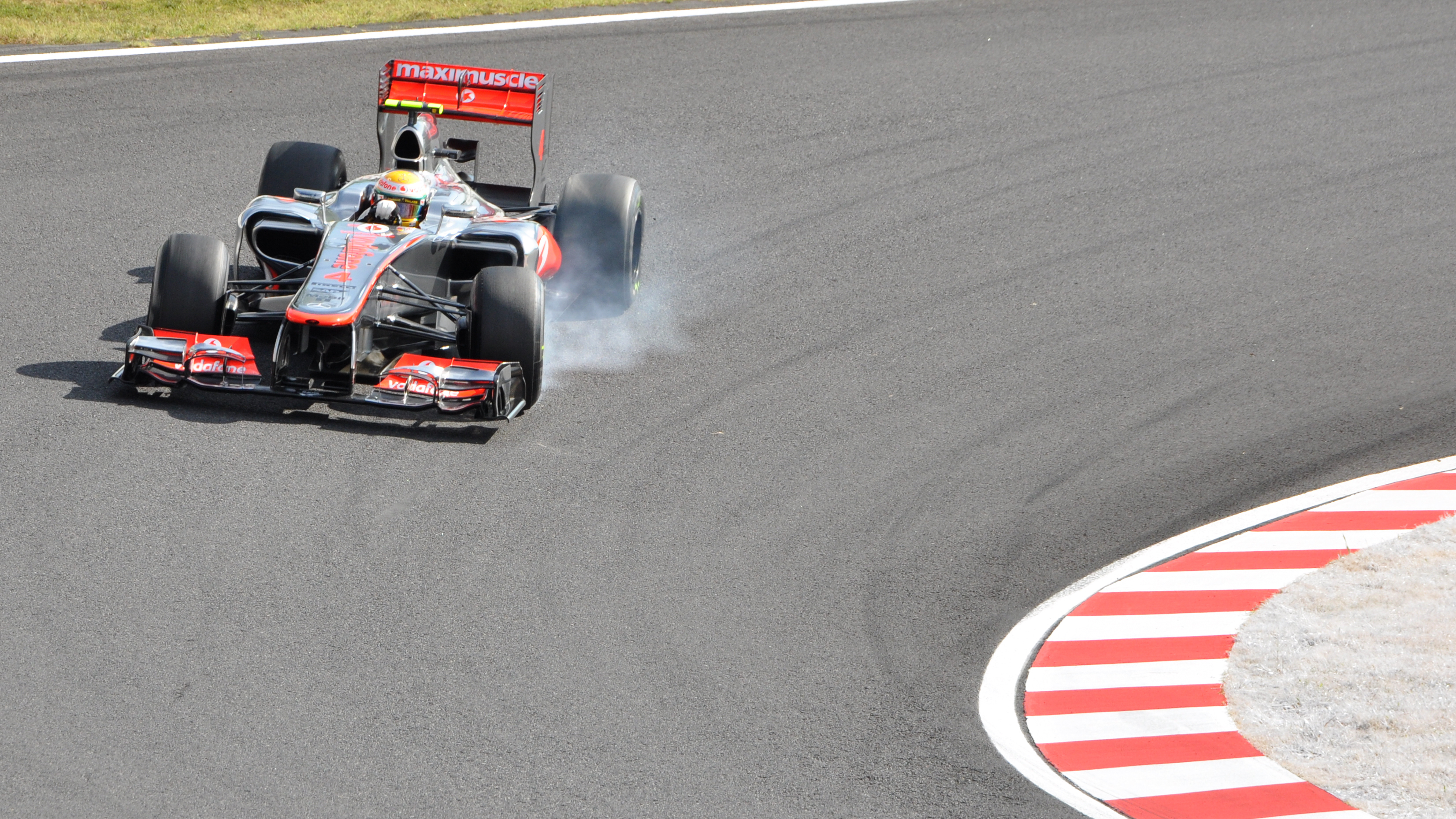
Гран-прі Японії

## Спонсори
На передньому антикрилі, носовому обтікачі, бокових понтонах та задньому антикрилі розміщено логотип і назву титульного спонсора McLaren - Vodafone. Серед інших спонсорів: Hugo Boss, Johnnie Walker, Lucozade, Mercedes-Benz, Mobil 1, Santander.

## Результати виступів
| 2012 | McLaren | Mercedes FO 108X | P |                 |   |   |    |   |     |   |     |    |     |    |      |   |      |      |      |   |      |   |      |   |      |     |   |
| 2012 | McLaren | Mercedes FO 108X | P | Дженсон Баттон  | 1 | 1 | 14 | 2 | 18† | 9 | 16† | 16 | 8   | 10 | 2    | 6 | 1    | Схід | 2    | 4 | Схід | 5 | 4    | 5 | 1    | 378 | 3 |
| 2012 | McLaren | Mercedes FO 108X | P | Льюїс Гамільтон | 2 | 3 | 3  | 3 | 8   | 8 | 5   | 1  | 19† | 8  | Схід | 1 | Схід | 1    | Схід | 5 | 10   | 4 | Схід | 1 | Схід | 378 | 3 |

† Пілот не зміг завершити перегони але був класифікований подолавши понад 90% дистанції.
Жирний шрифт— поул

Курсив — найшвидше коло